# Psi1 Lupi
Pour les articles homonymes, voir Psi Lupi.
Désignations
Psi1 Lupi (en abrégé ψ1 Lup) est une étoile géante de la constellation australe du Loup. Elle est visible à l'œil nu avec une magnitude apparente de 4,66. D'après la mesure de sa parallaxe annuelle par le satellite Gaia, l'étoile est distante d'environ ∼ 221 a.l. (∼ 67,8 pc) de la Terre. Elle se rapproche du Système solaire à une vitesse radiale de −22 km/s, et il est prédit qu'elle s'en rapprochera jusqu'à une distance minimale d'environ 11,06 pc (∼36,1 al) dans 2,8 millions d'années.
Psi1 Lupi est une étoile géante évoluée de type spectral G8/K0 III. C'est une géante du red clump, ce qui indique qu'elle génère son énergie par la fusion de l'hélium dans son noyau. L'étoile est estimée être 2,4 fois plus massive que le Soleil et son rayon est environ 10,8 fois plus grand que le rayon solaire. Elle est 62 fois plus lumineuse que le Soleil et sa température de surface est de 4 939 K.
Psi1 Lupi est entourée par une enveloppe circumstellaire froide, dont la présence est suggérée par la faible puissance observée de l'émission du doublet Mg II à 2 800 ångströms. Les cœurs en absorption présents sur les pics des profils d'émission du Mg II k et h sont essentiellement d'origine interstellaire, et seulement partiellement dus à l'absorption propre dans la chromosphère de l'étoile.